# Resurrection (película de 1980)
Resurrection es una película estadounidense de 1980 dirigida por Daniel Petrie. Protagonizada por Ellen Burstyn, Sam Shepard, Richard Farnsworth, Roberts Blossom y Eva Le Gallienne, cuenta cómo una mujer sobrevive al accidente automovilístico que mata a su marido y luego descubre que tiene el poder de curar a otras personas. 

## Argumento
Edna Mae McCauley es una mujer mayor que vive en una pequeña ciudad de Kansas. Ella queda herida después de un accidente y además, su marido muere en este incidente. Luego, Edna comienza a experimentar una experiencia muy cercana a la muerte y se va a vivir con su abuela ocupándose de su familia. 
Más tarde, Edna asiste a una ceremonia en la que un niño sufre de una fuerte hemorragia. Cuando Edna abraza al niño, todos se dan cuenta de que aquella hemorragia había sido curada. Edna se da cuenta de que tiene el poder de curar a las personas, además esto le ayudaría a salir de un estado paralítico en el cual ella había quedado después del accidente. 
Finalmente, Edna logra curar a otras personas, incluyendo al carpintero Carl. Este cree que ella tiene la capacidad de una señal de Dios. Pero Edna cree y declara que puede sanar a las personas a través del amor.
La película se basa en una serie de incidentes que logra visualizar una nueva película donde protagoniza Ellen Burstyn, quien no tardó en tener éxito y así fue como llegó a ser nominada en varias entregas de premios, todas como Mejor Actriz.

## Reparto
- Ellen Burstyn como Edna Mae McCauley.
- Jeffrey DeMunn como Joseph "Joe" McCauley, marido de Edna.
- Roberts Blossom como John Harper, padre de Edna.
- Eva Le Gallienne como Pearl, madre de Edna.
- Lois Smith como Kathy, prima de Edna.
- Sam Shepard como Cal, amigo de Edna.
- Richard Hamilton como el reverendo Earl, padre de Cal.
- Richard Farnsworth como Esco Brown.
- Sylvia Walden como Louise, mujer que a la que ayuda Edna.
- Madeline Sherwood como Ruth.

## Premios y candidaturas
Premios Oscar
| Año  | Categoría               | Candidato/a      | Resultado |
| ---- | ----------------------- | ---------------- | --------- |
| 1981 | Mejor Actriz            | Ellen Burstyn    | Candidata |
| 1981 | Mejor Actriz de reparto | Eva Le Gallienne | Candidata |

National Board of Review
| Año  | Categoría               | Candidato/a      | Resultado |
| ---- | ----------------------- | ---------------- | --------- |
| 1981 | Mejor actriz de reparto | Eva Le Gallienne | Ganadora  |

Premio Globo de Oro
| Año  | Categoría            | Candidato/a   | Resultado |
| ---- | -------------------- | ------------- | --------- |
| 1981 | Mejor actriz - Drama | Ellen Burstyn | Candidata |

 New York Film Critics Circle Awards
| Año  | Categoría               | Candidato/a      | Resultado |
| ---- | ----------------------- | ---------------- | --------- |
| 1981 | Mejor actriz de reparto | Eva Le Gallienne | Candidata |

Avoriaz Fantastic Film Festival
| Año  | Categoría                  | Candidato/a   | Resultado |
| ---- | -------------------------- | ------------- | --------- |
| 1981 | Premio especial del jurado | Daniel Petrie | Ganador   |